# مای بلادی ولنتاین
مای بلادی ولنتاین (انگلیسی: My Bloody Valentine) یک گروه راک ایرلندی است که در سال ۱۹۸۳ در دوبلین پایه‌گذاری شد. از سال ۱۹۸۷، اعضای گروه دبی گوج (گیتار باس)، کولم اُ سیوسویگ (درامز)، بیلیندا باچر (گیتار و خواننده) و کوین شیلدز (گیتار و خواننده) بوده‌اند. مای بلادی ولنتاین برای ادغام نویز، ملودی و استفاده از تکنیک‌های غیر مرسوم گیتارنوازی و پراداکشن موسیقی شناخته شده‌است. آثار آن‌ها در اواخر دههٔ هشتاد و اوایل دههٔ نود میلادی، به ایجاد سبکی خاص از موسیقی راک منجر شد که آن را با نام شوگیزینگ می‌شناسند.
پس از چندی تغییرات در اعضا و عرضه چند اثر ناموفق، در سال ۱۹۸۸، مای بلادی ولنتاین با کریییشن رکوردز قراردادی برای ضبط موسیقی ثبت نمود. پس از آن، آن‌ها چند ئی‌پی موفق، تو باعث شدی درک کنم (۱۹۸۸)، گلایدر (۱۹۹۰) و ترمولو (۱۹۹۰) و دو آلبوم استودیویی پرفروش، هیچ چیز نیست (۱۹۸۸) و بی‌عشق (۱۹۹۱) عرضه کردند. بی‌عشق، که به عنوان شاهکار گروه و یکی از بهترین آلبوم‌های دههٔ نود میلادی شناخته می‌شود، اثری بسیار تحسین شده از سوی منتقدان است. به هر حال گروه به دلیل مخارج بسیار تولید آلبوم‌هایشان، از سوی لیبل کریییشن رکوردز طرد شد تا آن‌ها در سال ۱۹۹۲ با آیلند رکوردز قرارداد دیگری را به ثبت برسانند که این همکاری منجر به تولید چندین آلبوم شد که در آن‌ها از تنظیم‌هایی که از پیش نوشته شده اما مورد استفاده قرار نگرفته بودند استفاده شد. پس از جدایی دبی گوج و کولم اُ سیوسویگ در سال ۱۹۹۵، گروه در سال ۱۹۹۷ رسماً منحل شد.
در سال ۲۰۰۷ شیلدز اعلام کرد که گروه بار دیگر به فعالیت ادامه خواهد داد که به دنبال آن مای بلادی ولنتاین در اروپا، آمریکای شمالی و آسیا توری را برگزار کرد. پس از بازعرضهٔ هیچ چیز نیست، بی‌عشق و انتشار آلبوم مجموعه‌ای به نام ئی‌پی‌ها ۱۹۸۸–۱۹۹۱ در سال ۲۰۱۲، آلبوم استودیویی سوم مای بلادی ولنتاین با نام ام بی وی، پس از وقفه‌ای طولانی در دوم فوریه سال ۲۰۱۲ منتشر شد؛ بیست و دو سال پس از عرضهٔ آخرین آلبوم استودیویی‌شان.

## اعضا
| - کوین شیلدز – خواننده، گیتار، سمپلر (۱۹۸۳–۹۷، ۲۰۰۷–تاکنون) - بیلیندا باچر – خواننده، گیتار (۱۹۸۷–۹۷، ۲۰۰۷–تاکنون) - کولم اُ سیوسویگ – درامز، سمپلر (۱۹۸۳–۹۵، ۲۰۰۷–تاکنون) - دبی گوج – گیتار باس (۱۹۸۳–۸۴، ۱۹۸۵–۹۵، ۲۰۰۷–تاکنون) - جن ماکرو – کیبورد، گیتار (۲۰۱۳–تاکنون) - آنا کوئمبی – فلوت (۱۹۹۱–۹۲) | - الکس بس – برنامه‌نویسی، سمپلر (۱۹۹۵) - دیوید کانوی – خواننده (۱۹۸۳–۸۷) - تینا دورکین – کیبورد (۱۹۸۴–۸۵) - استیفن آیورز – گیتار (۱۹۸۳–۸۴) - پال مرتا – گیتار باس (۱۹۸۳–۸۴) - مارک رأس – گیتار باس (۱۹۸۳) |

## آلبوم‌ها
- هیچ چیز نیست (۱۹۸۸)
- بی‌عشق (۱۹۹۱)
- ام‌بی‌وی (۲۰۱۳)